# 香港公民協會
香港公民協會（英語：Hong Kong Civic Association）是香港历史最悠久的政治組織之一。香港公民協會於1954年由部分教師、專業人士及商人創立，與香港革新會並為1950年代以来参加市政局选举的两个半政党。在1980年代在野陣營擴張以前，香港公民協會與香港革新會是香港战后殖民时期内最接近在野黨的两个组织。
尽管香港公民协会在1960年代提出了宪制改革的请求， 香港公民协会仍被认为是相对中間派和保守派的政治組織。1980年代，香港公民协会会长張有興成为市政局首位華人主席，並通过市政局功能界別選舉當選立法局議員。1980年代后期，香港公民协会与譚惠珠的香港勵進會以及后来的亲商界保守派香港自由民主聯會合作。1990年代起，香港公民协会成为建制派一部分，在近年来一直不活跃。

## 理念
香港公民協會的成员主要是教師、專業人士及商人。与1980年代以前市政局内的香港革新會相比，香港公民协会被视为華人為主、中间派和保守派的政治团体。香港公民协会的目标是：
- 積極促進香港人民的經濟、社會和文化福利，促進香港建立健全而不斷擴展的教育系統；促進香港政府與公眾之間的密切合作與諒解；
- 尽一切可能保护香港妇女和儿童的权利；
- 提高人们對公共事务的兴趣及参与度；
- 研究香港政府的運作机制，并通过建设性建议提高政府的效能和声望；
- 提倡增加香港各選舉的选举权的规模和范围；
- 参与香港本地政治，以促进和实现协会的宗旨；
- 研究协会任何其他感兴趣的事项并就此采取行动；及
- 为上述各目標筹集和支付任何资金。

香港公民协会亦喚起了社會對宪制问题的關注，並要求政府給予市政局在教育和卫生事务上更大的权力，也在立法局及行政局擁有代表。但是，香港公民协会避免要求自治和独立，而如此政治立场則被視為其與諸如聯合國香港協會等激进组织的主要分別。香港公民协会认为任何“根本性改变”都会威胁到香港的繁榮稳定。

## 历史
香港公民协会于1954年10月26日由法裔宗教教育家加斯恩修士創立，是1946年時任香港總督楊慕琦所提議設立以推動宪制改革的組織之一。香港公民协会自1956年開始參與市政局选举。他们在其政綱中提出进行政治改革，并因此赢得了市政局6个民選席位中的2个。在1950年代，香港公民协会在市政局的席位从2个增加到8个。在加斯恩修士於1957年逝世后，三名保守派外籍领导人于1959年辞职，張有興因此成为香港公民协会的负责人。
張有興决心改变香港的“殖民地博物馆藏品”地位。1960年，香港公民协会与香港革新會组成联盟，由香港公民协会的联合创始人兼1958年至1964年間的秘书长李仲贤领导。联盟派遣代表前往伦敦，敦促英国政府进行香港的宪制改革。聯盟要求立法局應由民选议员和委任议员各占一半，也要求市政局應該主要由民选议员組成，並擁有更大的權力。聯盟的要求被英国政府拒绝，而英国政府没有就此進行任何解释，而聯盟的要求直到1990年代才实现。香港公民协会的会员人数自1960年代后期开始减少，而這也使其與香港革新會在市政局的垄断地位遭動搖。
張有興是市政局在1980年代的主席，也是首位出任立法局议员的民選市政局议员。1987年，香港公民協會在立法局佔4席、在市政局佔4席、區域市政局佔1席、區議會佔18席，共27个席位。在1985年譚惠珠成立香港勵進會後，香港公民協會即与後者结成联盟。在1988年舉行的區議會選舉中，香港公民協會与香港勵進会合作，而在1991年的选举中，則與保守、亲商界的香港自由民主聯會合作。

## 近況
自1990年代起，因會員老化及香港政治環境漸趨成熟，未有正式政黨化的公民協會開始流失支持以及人才到其他政黨。在1991年，兩個公民協會會員參選立法局直選落敗後，公民協會正式絕跡立法局。及後到1994年區議會選舉，公民協會亦無再正式派人參選。
不過到2007年，公民協會突然重出江湖，派出數人參選區議會，不過所有候選人均低票落選。
而該組織最近參與過的較大型的政治行動就是加入「保普選反佔中」大聯盟收集市民簽名。

## 會所

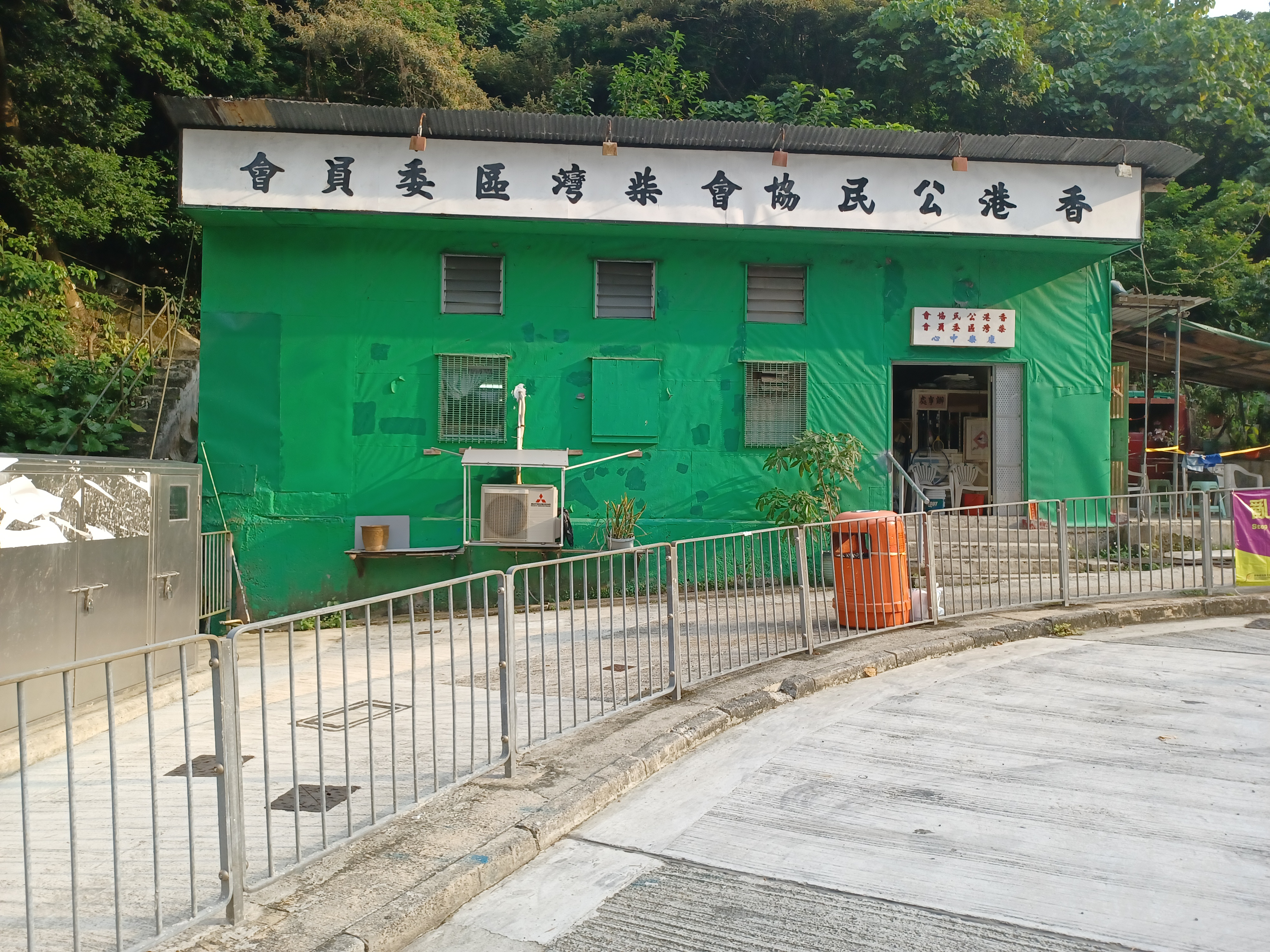
位於柴灣翡翠道的香港公民協會柴灣區委員會

香港公民協會全資擁有座落於香港中環己立街2-8號業豐大廈503室之會所物業，處理會所物業事務及日常會務。協會同時亦於香港東區柴灣翡翠道，以政府租約方式租用柴灣分區委員會會址，供柴灣分區委員會成員及友好作康樂活動中心。

## 外部連結
- 香港公民協會（页面存档备份，存于）